# Валіхановський район
Валіха́новський район (рос. Валихановский район) — колишній район у складі Кокчетавської області Казахської РСР та Кокшетауської області Казахстану.

## Історія
Район утворений 1970 року зі складу Кзилтуського району Кокчетавської області.
Ліквідований район 2 травня 1997 року, територія розподілена між Кзилтуським районом (Кайратський, Карасуський та Куликольський сільські округи) та Єнбекшильдерським районом (Аксуський, Валіхановський та Єнбекшильдерський сільські округи) Кокшетауської області.